# Justine Lévy
Justine-Juliette Lévy (Parigi, 27 settembre 1974) è una scrittrice francese.

## Biografia
Justine Lévy è figlia dell'intellettuale Bernard-Henri Lévy e della modella Isabelle Doutreluigne, prima moglie del padre. I suoi genitori hanno divorziato nell'anno in cui è nata. Sua madre, dopo essersi resa colpevole di furti con scasso per finanziare la sua dipendenza dall'eroina, è stata incarcerata e ha perso la custodia della figlia.
Lévy ha studiato filosofia, poi ha lavorato per nove anni alla casa editrice Calmann-Lévy e successivamente per Pauvert. Ora lavora come redattrice per le Stock.
Ha raccontato di essere stata duramente colpita nella sua infanzia dalle liti coniugali dei genitori, dal difficile rapporto con una madre molto capricciosa, sebbene fosse rassicurata dalla presenza di un padre che «organizza sempre tutto». Si è dichiarata «dipendente», intossicata da psicofarmaci, anfetamine e droghe pesanti, ed è stata mandata in riabilitazione dal padre.
Nel 2010 è tra i giurati del premio letterario Prix Françoise-Sagan.
Nei turni intermedi delle elezioni presidenziali in Francia del 2017 che hanno visto opposti Emmanuel Macron a Marine Le Pen, Lévy ha chiesto di votare per Macron.

### Vita privata
Nel 1996, Justine Lévy ha sposato Raphaël Enthoven, figlio di Jean-Paul Enthoven, editore e migliore amico di suo padre. Nel 2000 suo marito ha iniziato una relazione con la modella Carla Bruni, che allora viveva con Jean-Paul. Il divorzio ha fatto piombare Justine Lévy in uno stato di profondo annientamento da cui tuttavia è riemersa in poco tempo, raccontando questa esperienza nel libro autobiografico Rien de grave, pubblicato in Francia nel 2004 e divenuto un best seller che le è valso il plauso del mondo della letteratura e il successo di pubblico.
L'11 marzo 2023, Justine Lévy ha sposato  l'attore e regista franco-portoghese Patrick Mille, con il quale aveva avuto due figli: Suzanne (nata nel dicembre 2004) e Lucien (nato nel gennaio 2009).

## Opere
- Le Rendex-vous (Plon, 1995)
  - Pubblicato in italiano col titolo Incontro nel 2005 da Frassinelli
- Rien de grave (Stock, 2004)
  - Pubblicato in italiano col titolo Niente di grave nel 2005 da Frassinelli; riedito nel 2006 da Sperling & Kupfer
- Mauvaise fille (Stock, 2009)
  - Pubblicato in italiano col titolo Cattiva ragazza nel 2010 da Frassinelli
- La Gaieté (Stock, 2015)
- Histoires de famille (Flammarion, 2019)
- Son Fils (Stock, 2021)

## Riconoscimenti
- 2004 – Prix Littéraire Le Vaudeville
  - Vincitrice per Rien de grave
- 2004 – Grand prix de l'héroïne Marie France
  - Vincitrice per Rien de grave